# 2018년 코먼웰스 게임

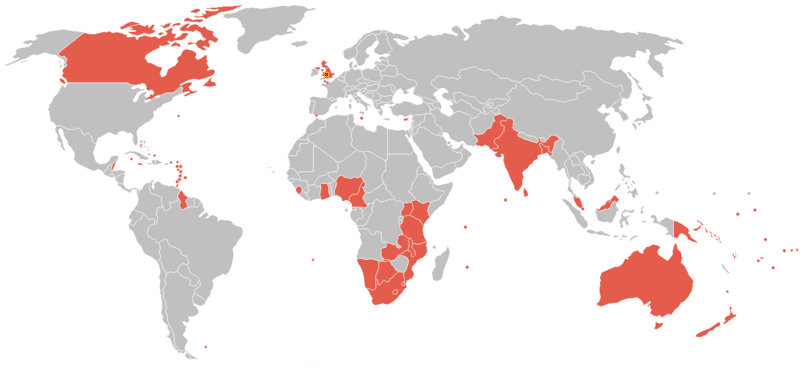
참가국

2018년 커먼웰스 게임(영어: 2018 Commonwealth Games), 제21회 커먼웰스 게임(영어: XXI Commonwealth Games), 골드코스트 2018(영어: Gold Coast 2018)은 영국 연방 회원국끼리 겨루는 국제 스포츠 대회이다. 2018년 4월 4일 오스트레일리아 퀸즐랜드주 골드코스트에서 개막하였으며, 15일까지 경기가 이루어진다.
2012년 2월, 마크 피터스가 2018년 커먼웰스 게임 조직위원회의 CEO로 지명되었다.